# Jacques Guiaud
Jacques Guiaud (Chambéry, 17 maggio 1810 – Parigi, 24 aprile 1876) è stato un pittore francese.

## Biografia
Jacques Guiaud era figlio di due marsigliesi. Suo padre, Joseph-François Guiaud (1777-1846), era un attore, socio della Comédie-Française. Sua madre, Marie-Louise-Victoire de Brecq, era un'artista. A causa dei loro spostamenti di lavoro egli nacque, per caso, a Chambéry.
Fu allievo di Louis Étienne Watelet e di Léon Cogniet, ma fu anche influenzato da pittori paesaggisti come Jules Dupré. Nel 1834 ottenne il suo primo incarico importante: sette quadri di scene storiche per decorare le sale Impero del Castello di Versailles e, due anni dopo, il re Luigi Filippo acquistò il suo quadro Le Pas Bayard à Dinant.
Fra il 1831 e il 1876 espose le sue opere in quasi tutti i Salon di pittura e scultura di Parigi, ottenendo più volte premi e riconoscimenti, fra cui la menzione di "Fuori concorso" nel 1876 per il quadro Palma di Majorca.
Viaggiò per più di un anno, dal 1836, quando si recò in Italia. In seguito, a partire dal 1847, si stabilì a Nizza, dove tenne anche dei corsi di disegno. Riprese quindi a viaggiare e visitò il Tirolo, la Svizzera, il Belgio, la Germania, la costa francese della Manica e dell'Oceano Atlantico, e infine la Danimarca. Lavorò molto per i ricchi stranieri che venivano sulla Costa azzurra a svernare, come la granduchessa Sofia Guglielmina di Svezia e altri.
Nel 1860, Jacques Guiaud e la sua famiglia si stabilirono a Parigi, nel quartiere Pigalle. Cinque anni dopo Guiaud venne scelto, con altri pittori, per decorare il Castello di Fontainebleau, per il quale creò cinque tele di paesaggi boschivi. Continuò poi a viaggiare, tornando periodicamente a Nizza e scoprendo la Spagna, soprattutto l'isola di Maiorca, dove ritornò a più riprese, come anche in Bretagna. Realizzò anche delle incisioni per delle riviste, come Le Tour du monde, il Journal des artistes, L'Illustration, e delle litografie per illustrare dei testi, come Voyages pittoresques et romantiques dans l'ancienne France di Isidore Taylor.
Le sue opere sono oggi conservate in diversi musei francesi, in particolare il Museo Carnavalet di Parigi, dove si trovano nove suoi quadri ad olio che rappresentano scene dell'Assedio di Parigi (1870).

## Opere
- Départ de Léon Gambetta pour Tours, sur "l'Armand-Barbès",  7 octobre 1870,  Montmartre  - Museo Carnavalet[2] (in collaborazione con Jules Didier).
- Entrée d'une ville, près d'un quai, dans une région montagneuse - Museo del Louvre[3]
- Prise de l'île de Malte, 13 juin 1798 - Museo nazionale dei castelli di Versailles e del Trianon[4]
- Entrée de l'armée française à Vienne,  (circa 1834) - Museo nazionale dei castelli di Versailles e del Trianon[5]
- Entrée de l'armée française à Gdańsk, 27 mai 1807 - Museo nazionale dei castelli di Versailles e del Trianon[6]
- Les généraux Laharpe et Masséna donnent l'ordre de combattre à la bataille de Montenotte, 12 avril 1796, (circa 1834) - Museo nazionale dei castelli di Versailles e del Trianon[7]
- Funérailles de l'Napoléon Ier. Le cortège débouche sur la Place de la Concorde. 15 décembre 1840 - Museo nazionale dei castelli di Versailles e del Trianon[8]
- Vue intérieure de la tente du fils du Sultan du Maroc prise à la bataille d'Isly, 14 août 1844 - Museo nazionale dei castelli di Versailles e del Trianon[9]
- Inauguration de la statue Duquesne, le 22 septembre 1844, (1845) - Museo di Dieppe[10]
- L'escalier des géants à Venise, (circa 1874) - Museo di Rennes[11]
- Place Saint-Marc (Venezia) - Museo di Compiègne[12]
- Le Portail de l'horloge de la cathédrale de Strasbourg - Museo di Chambéry[13]
- Vue du Pas Bayard, près de Dinant - Museo del Louvre[14]
- Abbaye de Saint-Germain-des-Prés, (acquarello) - Museo Carnavalet[15]
- Le Calvaire et chapelle de Tronoën, (1875) - Museo di Brest
- Vue de Villefranche-sur-Mer, (olio su tela)[16]
- Vue de Ribeauvillé, (olio su tela)[16]
- Le restaurant "La Réserve" à Nice, (acquarello)[16]
- La place Victor (Garibaldi) à Nice vers 1850, (acquarello)[16]
- La cathédrale Sainte-Réparate à Nice, vue de la rue Mascoïnat, (acquarello)[16]
- Entrée du village d'Èze, (acquarello)[16]
- Tende (Alpes-Maritimes), (acquarello)[16]
- Les habitants de la ville de Nice se rendant au scrutin, (1860) - Incisione tratta dalla rivista "L'Illustration"[16]

## Galleria d'immagini

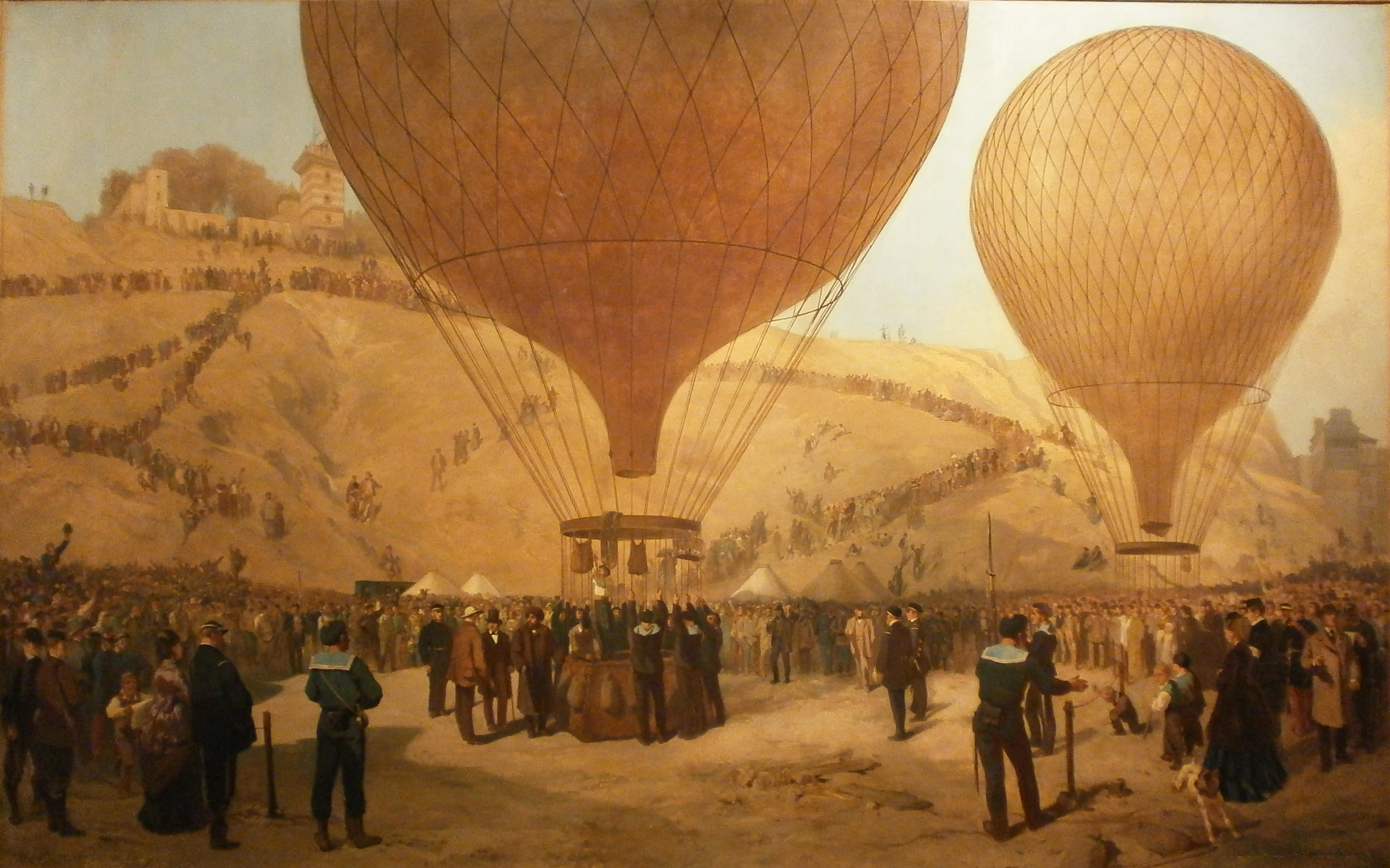
Partenza di Gambetta in pallone da Place Saint-Pierre. 1870 Museo Carnavalet, Parigi.
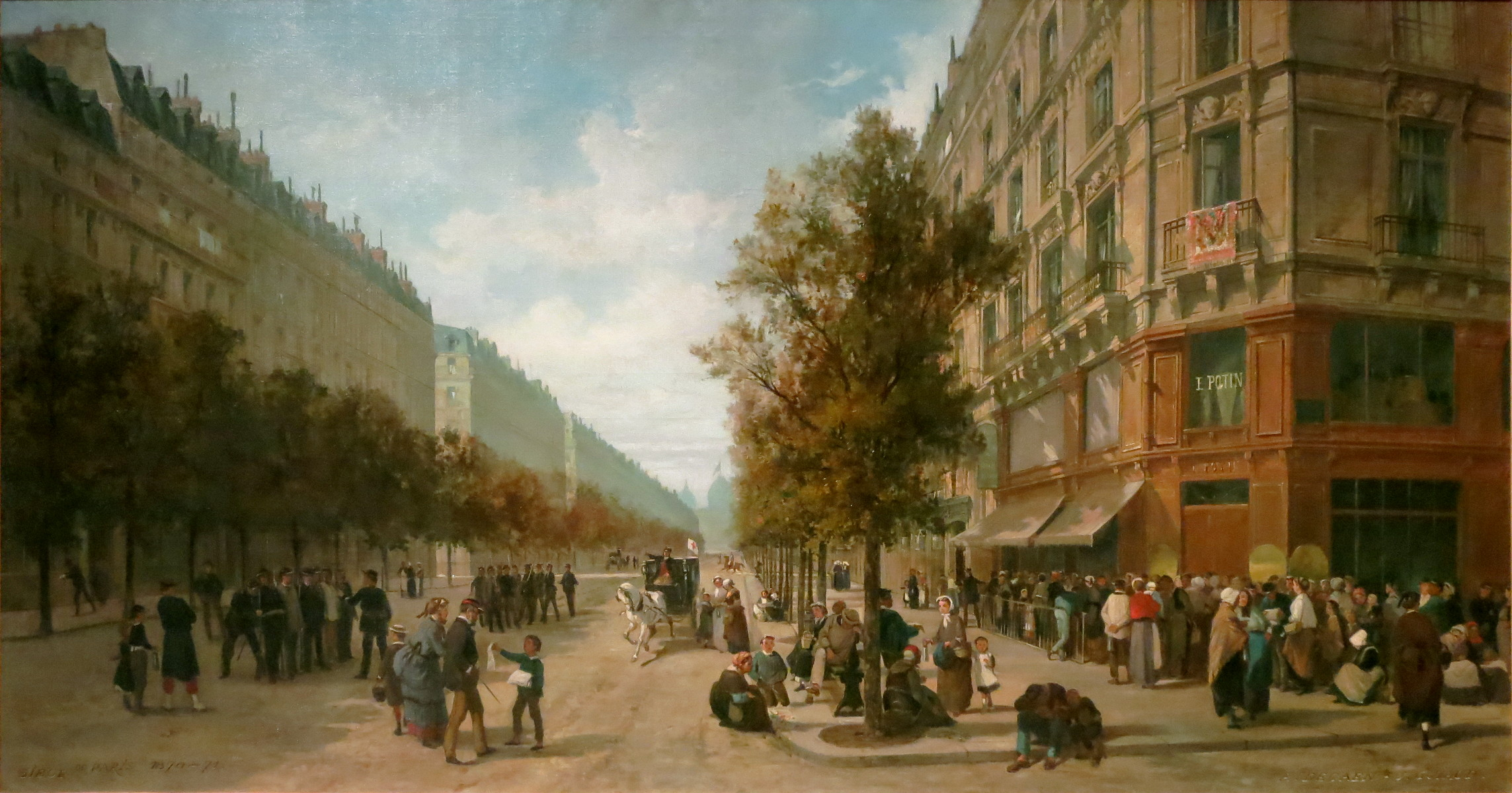
La coda a una drogheria di Parigi nel novembre 1870 Museo Carnavalet, Parigi.
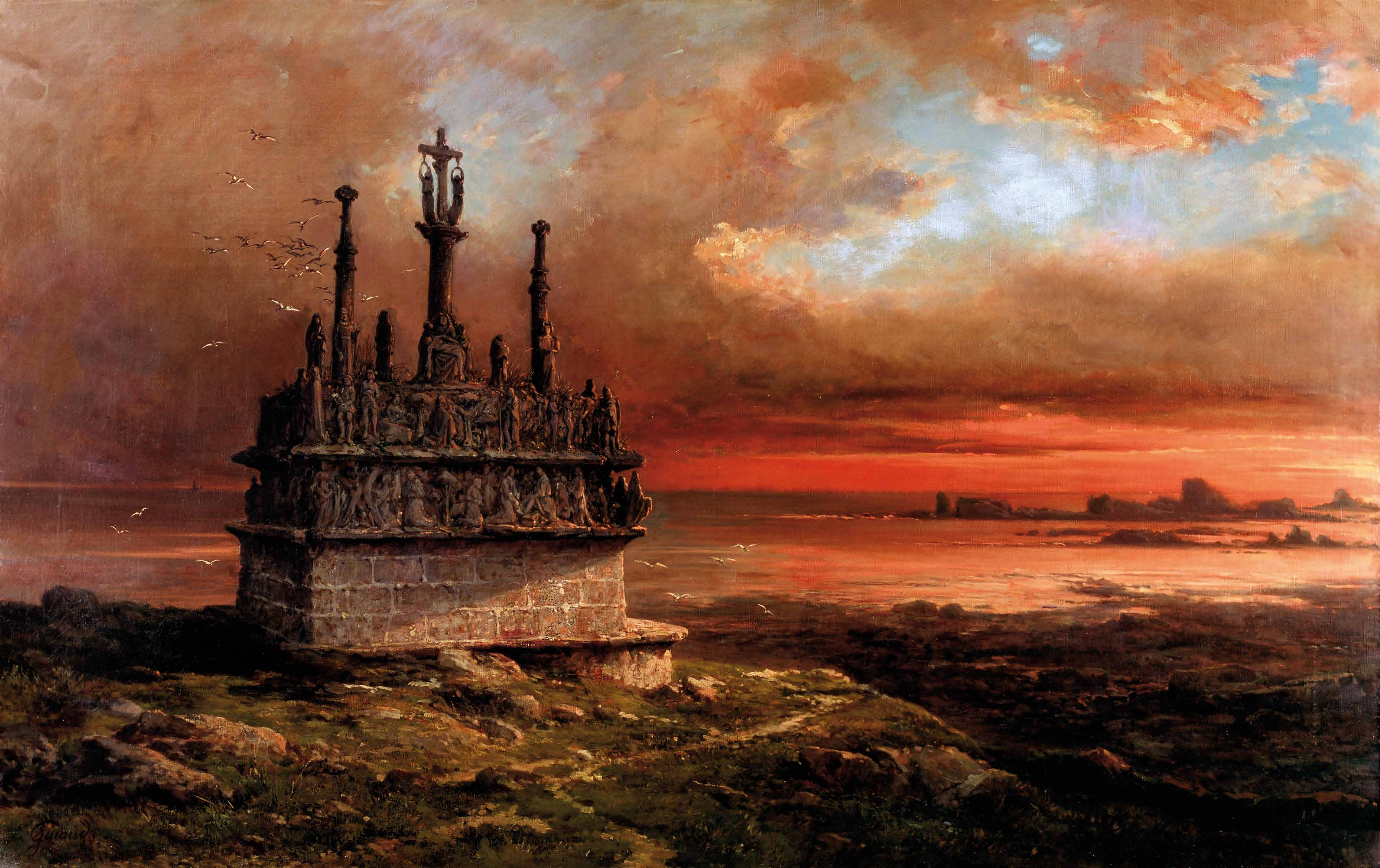
Il "Calvario" di Tronoën Museo di Brest.